# Esteban Maroto
Esteban Maroto (Madrid, 3 de março de 1942) é um ilustrador espanhol de histórias em quadrinhos. 

## Carreira
Começou sua carreira nos anos de 1960 e ganhou destaque ao ilustrar a série Cinco por Infinitus em 1967. 
Maroto ilustrou Wolff, que foi publicado no Reino Unido pela New English Library na revista Dracula. Dracula foi editada nos Estados Unidos pela Warren Publishing Company com o título de Dracula Book 1 em 1972, com capa de Esteban Maroto.
Nos anos 1970 Maroto começou seu próprio trabalho na Revista Trinca da Espanha chamado Alma de Dragón.
Maroto iniciou seu trabalho para a editora americana Warren Publishing em novembro de 1971, quando artistas espanhóis foram agenciados pela  Selecciones Ilustradas. Sua arte apareceu em três revistas de horror: Creepy, Eerie e Vampirella. A primeira história de Maroto, "Wolfhunt", surgiu em Vampirella #14. Maroto rapidamente se tornou um dos mais bem conhecidos e aclamados pela crítica, dos artistas espanhois da Warren. Maroto venceu o Warren Award por melhor artista/escritor de 1972. A história A Scream in the Forest ("Um grito na floresta") venceu como melhor arte de 1973. Maroto permaneceu na Warren até 1983. Seu trabalho com quadrinhos de horror na Warren ficou conhecido no Brasil com a publicação da revista Kripta pela Rio Gráfica Editora, lançada em 1976  Antes, a Ebal tinha publicado a série "Cinco por Infinitus" em 1971 
Duas séries de Maroto foram republicadas em Eerie e Vampirella. Manly, renomeada Dax the Warrior, foi republicada nos números 39-41, 43-50 e 52 da Eerie. Toda a revista 59 foi dedicada a Dax. A série Tomb of the Gods foi republicada em Vampirella, nas revistas 17 até 22.
Foi ele que desenhou o biquini metálico de Red Sonja em Savage Tales #3, Comixscene #5 e na primeira revista The Savage Sword of Conan. Desenhou a primeira aventura solo da heroína, com arte-final de Neal Adams e Ernie Chan. Redesenhou a personagem Satana para a Marvel Comics e ilustrou a segunda história solo na revista Vampire Tales #3. Na revista quatro da mesma série ele desenhou uma adaptação do conto "The Drifting Snow" de August Derleth.
Maroto contribuiu com ilustrações em branco e preto para o livro de Changeling  de Roger Zelazny e de The Magic Goes Away de Larry Niven.
Mais tarde trabalhou nas séries Ametista, Zatanna, Crônicas da Atlântida, A Espada Selvagem de  Conan,  Cadillacs e Dinossauros, Vlad, o empalador e X-Men Unlimited.